# Wereldkampioenschap waterski racing 2001
Het wereldkampioenschap waterski racing 2001 was een door de International Water Ski Federation (IWSF) georganiseerd kampioenschap voor waterskiërs. De 12e editie van het wereldkampioenschap vond plaats in het Amerikaans Las Vegas in oktober 2001.

## Uitslagen
| Goud   | Stephen Robertson |
| Zilver | Jamie Graziano    |
| Brons  | Carlo Cassa       |

| Goud   | Ann Procter    |
| Zilver | Ashley Lathrop |
| Brons  | Erin Saunders  |

1979 ·
1981 ·
1983 ·
1985 ·
1987 ·
1989 ·
1991 ·
1993 ·
1995 ·
1997 ·
1999 ·
2001 ·
2003 ·
2005 ·
2007 ·
2009 ·
2011 ·
2013 ·
2015 ·
2017 ·
2019